# جان جاك بيليتييه
جان جاك بيليتييه (بالإنجليزية: Jean-Jacques Pelletier)‏ (1947)؛ كاتب، فيلسوف وروائي كندي. درس في جامعة لافال.